# Wickey McAvoy
Pour les articles homonymes, voir McAvoy.
James Eugene « Wickey » McAvoy (né le 20 octobre 1894, mort le 6 juillet 1973) était un joueur de baseball professionnel américain. Il a joué une partie ou la totalité des six saisons de la Major League Baseball entre 1913 et 1919 pour les Philadelphia Athletics, principalement en tant que receveur . Après sa carrière dans les ligues majeures, il a continué à jouer au baseball des ligues mineures jusqu'en 1928.

## Carrière dans la Ligue majeure de baseball
Wickey fait ses débuts dans les ligues majeures le 29 septembre 1913 à l'âge de 18 ans en tant que receveur des Philadelphia Athletics. Il continue à jouer pour les Athletics à nouveau par intermittence jusqu'au 16 septembre 1919. Sa moyenne au bâton en carrière dans les ligues majeures est de 0,199. Il joue le plus grand nombre de matchs en 1915 (64 matchs), 1918 (74 matchs) et 1919 (57 matchs).

## Carrière en ligue mineure
Wickey joue au baseball des ligues mineures pour les Orioles de Baltimore pendant une partie de la saison en 1914, 1916, 1917, 1922 et 1923. Il fait partie des équipes du championnat de la Ligue internationale en 1922 et 1923. Avec une moyenne au bâton de 0,310 en 1922, Wickey obtient plusieurs coups sûrs attribués aux Orioles en prenant le fanion en 1922.
Wickey retourne dans sa ville natale de Rochester (New York) en 1923 et joue pour la Rochester Tribe en 1923, 1926 et 1927. La carrière de Wickey comprend également deux saisons avec les Bisons de Buffalo en 1924 et 1925. En 1928, Wickey joue sa dernière saison dans les ligues mineures pour les Reading Keystones. Il termine sa carrière en 1929 à l'âge de 34 ans en jouant pour les Pioneers d'Elmira dans la Ligue New York-Pennsylvanie.

## Vie privée
Wickey épouse Bessie Peterson de Kenosha (Wisconsin), le 12 avril 1923. Wickey et Bessie se rencontrent en 1921 lorsque Wickey joue au baseball indépendant à Kenosha. Ils ont deux enfants, Elaine (McAvoy) Fischer et William « Billy » McAvoy.